# Laekvere
Laekvere (německy Ladikfer) je městečko v estonském kraji Lääne-Virumaa, samosprávně patřící do obce Vinni.

## Galerie

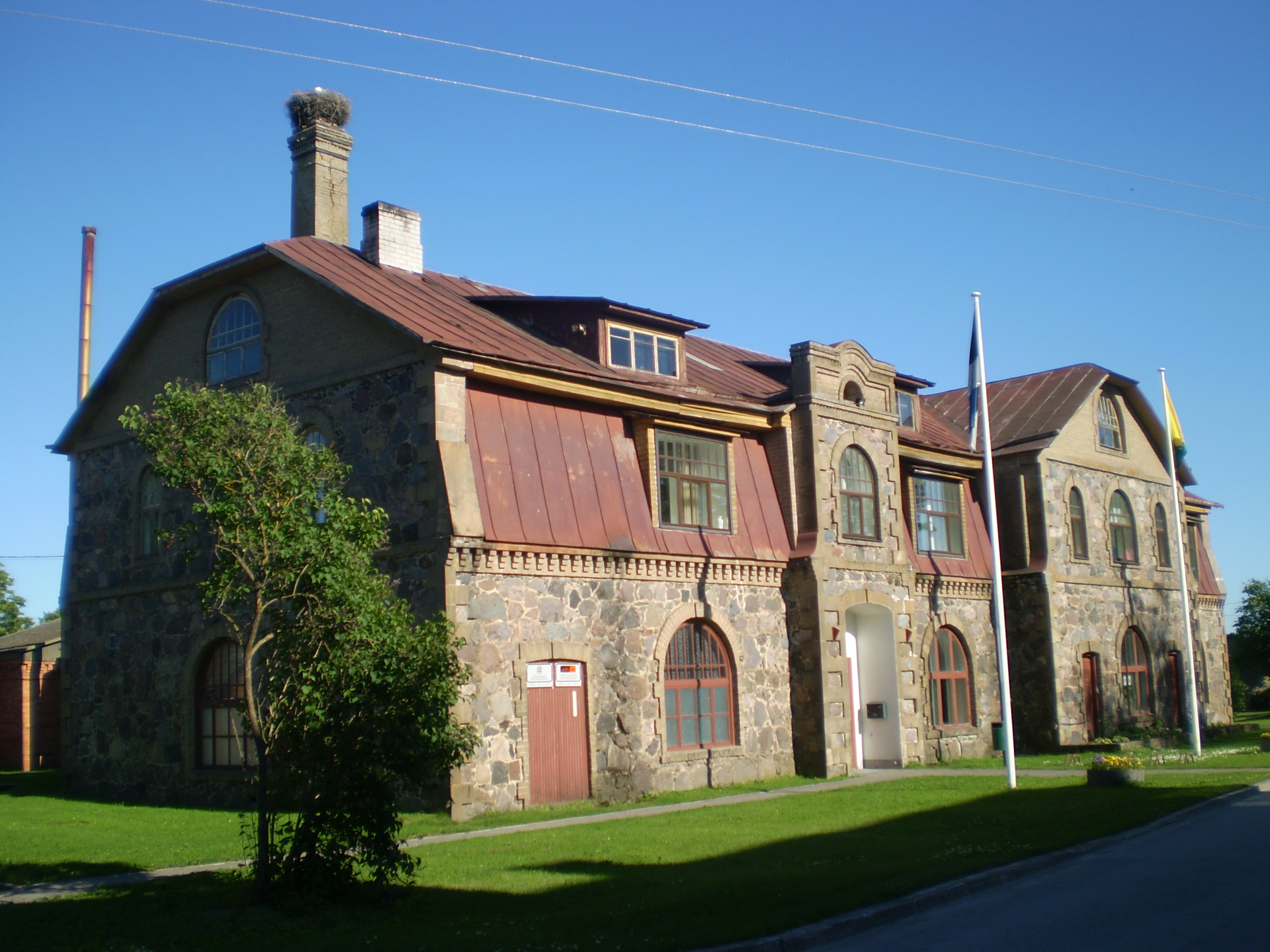
Laekverská mlékárna
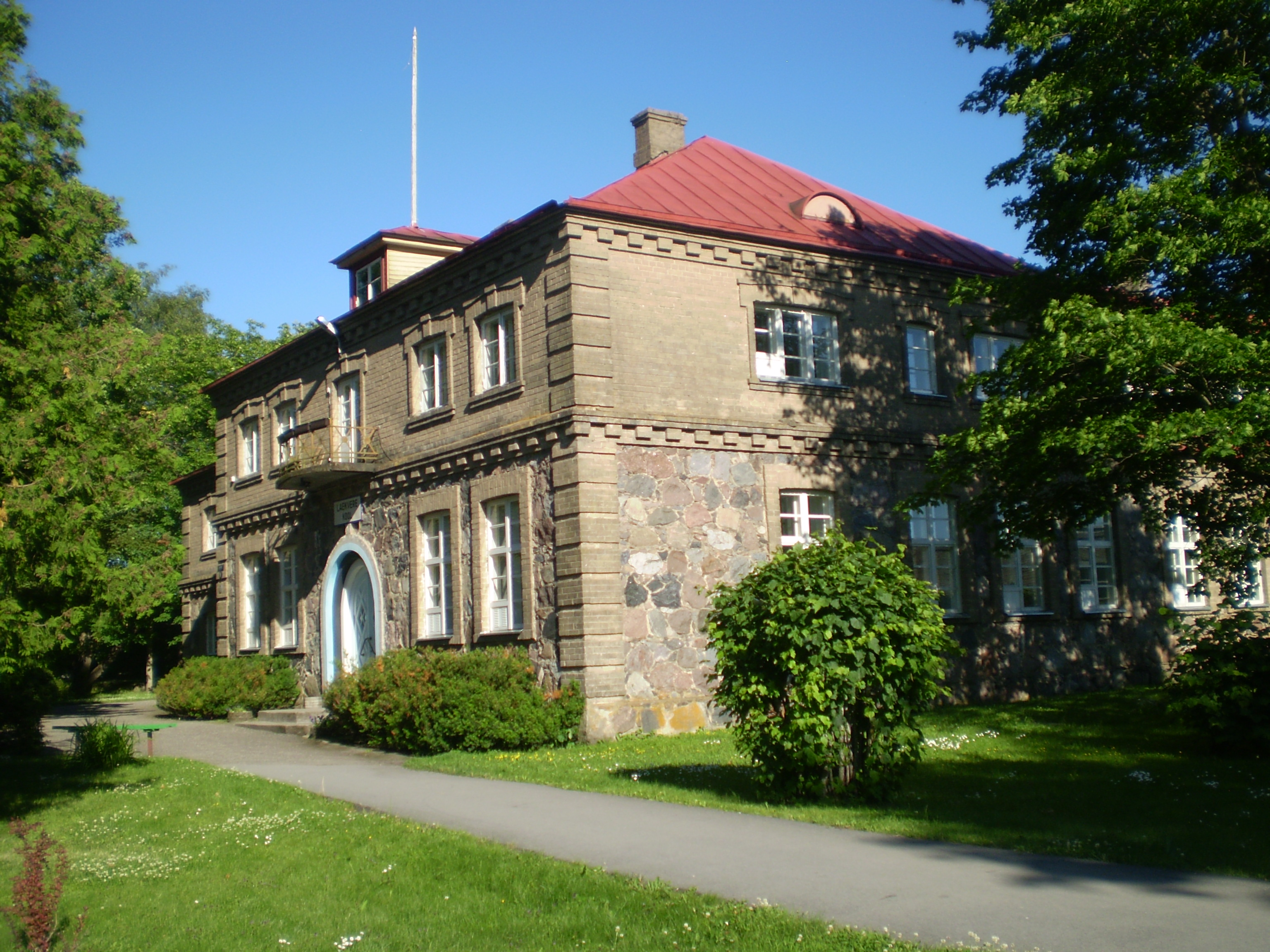
Laekverská škola
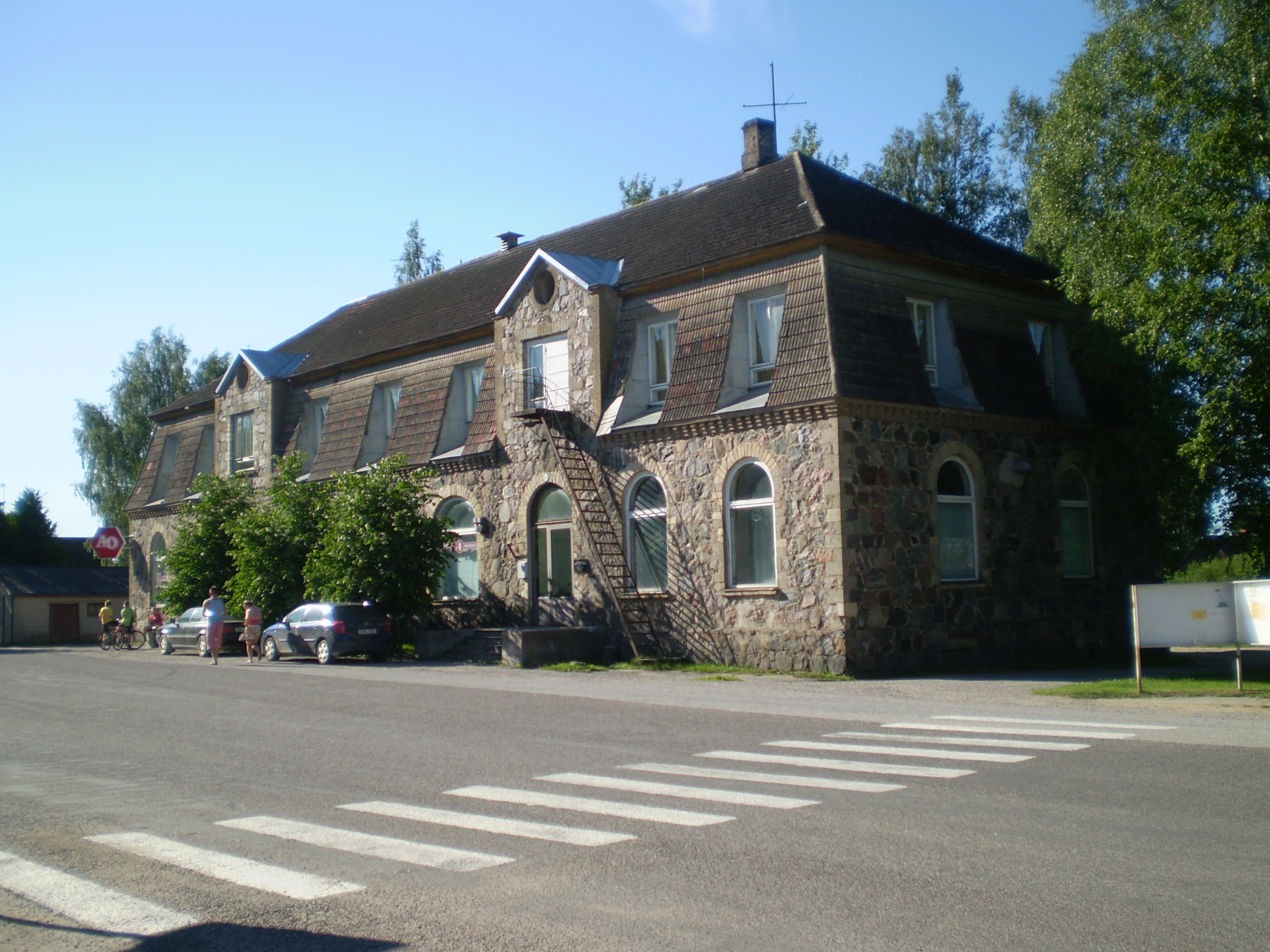
Památkově chráněný obchodní dům
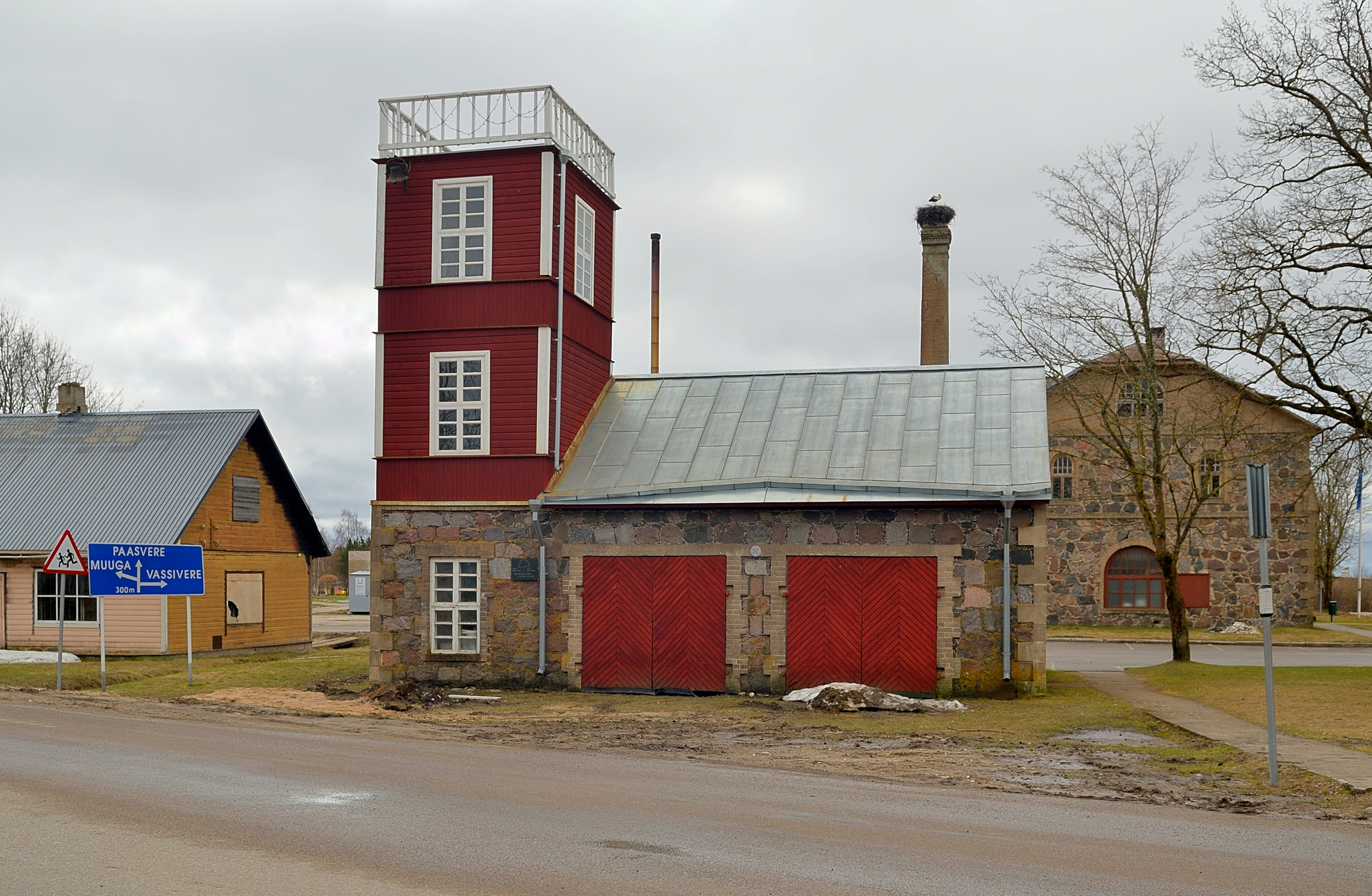
Požární zbrojnice
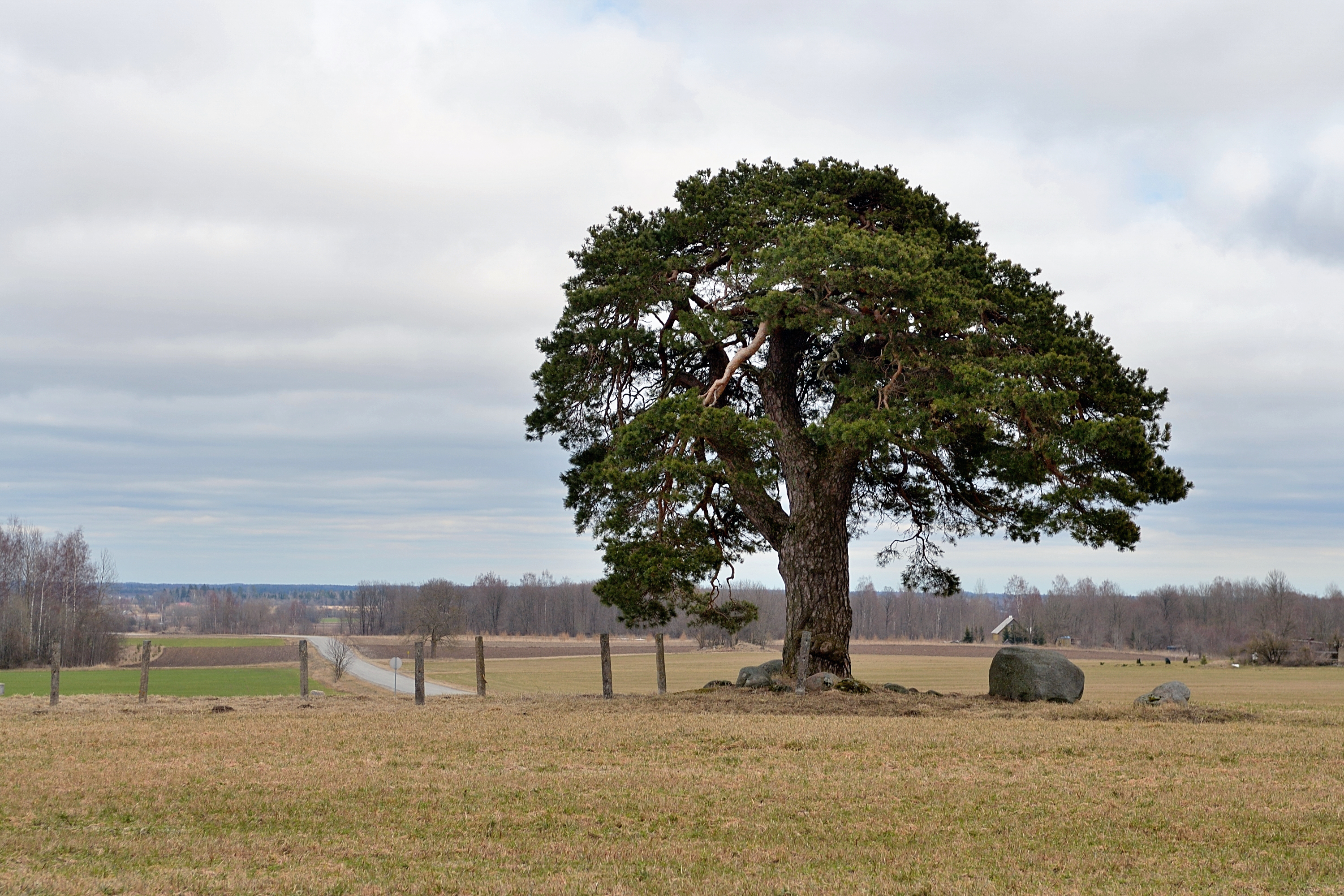
Laekverská borovice (památný strom)